# Björntjärnarna (Torps socken, Medelpad, 690634-151980)
Björntjärnarna är en sjö i Ånge kommun i Medelpad och ingår i Delångersåns huvudavrinningsområde. Sjön har en area på 0,0373 kvadratkilometer och ligger 397,5 meter över havet. Sjön avvattnas av vattendraget Stensjöån.

## Delavrinningsområde
Björntjärnarna ingår i det delavrinningsområde (690691-152069) som SMHI kallar för Inloppet i Överstensjön. Medelhöjden är 431 meter över havet och ytan är 10,34 kvadratkilometer. Det finns inga avrinningsområden uppströms utan avrinningsområdet är högsta punkten. Stensjöån som avvattnar avrinningsområdet har biflödesordning 2, vilket innebär att vattnet flödar genom totalt 2 vattendrag innan det når havet efter 135 kilometer. Avrinningsområdet består mestadels av skog (71 procent) och sankmarker (14 procent). Avrinningsområdet har 0,13 kvadratkilometer vattenytor vilket ger det en sjöprocent på 1,3 procent.